# 와카사만

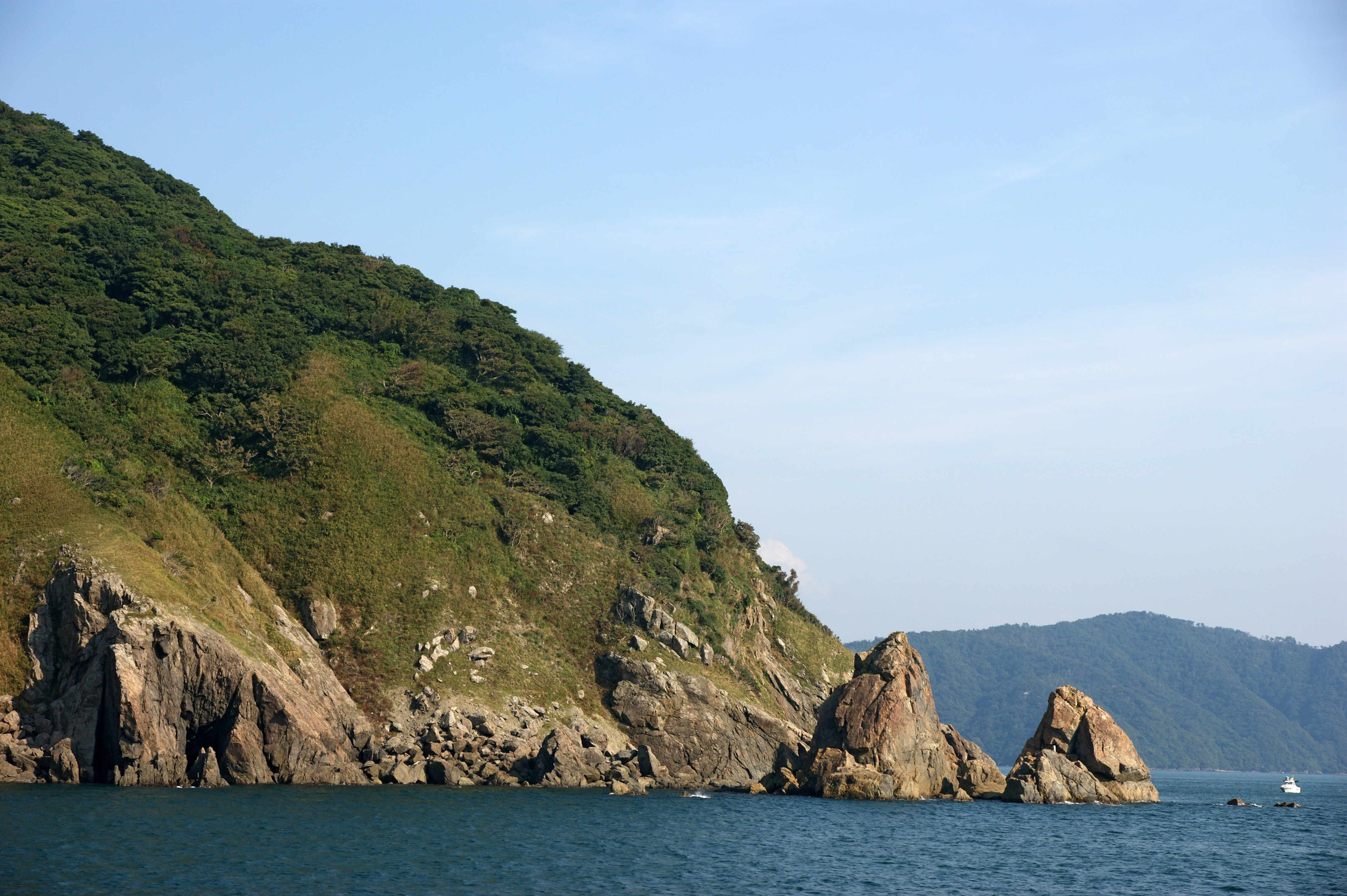
오바마시의 소토모.

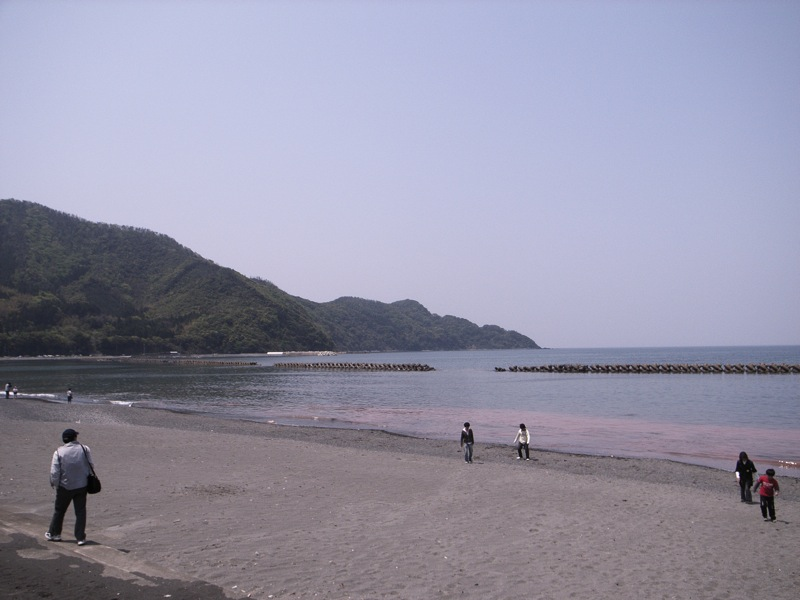
만 안에는 모래사장이 있어, 해안가에 놓인 사막을 연상케 하는 분위기가 물씬 풍긴다. 한국의 백령도 주변 해안을 보는 느낌이 있다.

와카사만(일본어: 若狭湾 와카사완[*])은 후쿠이현에서 교토부까지 걸쳐 있는 해안 지형을 따라 동해에 깊이 파고들어 생긴 만이다. 후쿠이현의 북서단에 자리잡은 에치젠곶과 교토부 북단의 교가곶을 직선으로 연결되며, 혼슈의 해안선에 의해 둘러쌓인 해역을 의미하며 2,657 ㎡의 면적을 보유하고 있다. 동해 측에서는 매우 드문 리아스식 해안을 주요 특징으로 둔다. 또한 1963년에는 규모 6.9를 가진 큰 지진 (에치젠곶 해역 지진) 이 일어난 곳이기도 하다. 그리고 이 일대가 국정공원으로 지정되어 있어, 유역을 중심으로 와카사만 국정공원이 형성되었던 것으로 드러난다.

## 연안에 속한 시정촌
이 연안에 속하고 있는 시정촌은 5시 8정으로 접하고 있다. 다만 에치젠곶에서 해안선의 도래 순으로 적용한다.
- 후쿠이현 : 뉴군 에치젠정, 난조군 미나미에치젠정, 쓰루가시, 미카타군 미하타정, 미카타카미나카군 와카사정, 오바마시, 오이군 오이정과 다카하마정
- 교토부 : 마이즈루시, 미야즈시, 요사군 요사노정과 이네정, 교탄고시

## 같이 보기
- 오바마선
- 미타카고호(일본어판)
- 간무리섬(일본어판)
- 구쓰섬(일본어판)
- 기타킨키
- 와카사국
- 레이난
- 쓰루가현(일본어판)
- 쓰루가항(일본어판)
- 마이즈루항
- 마이즈루만
- 이부키오로시(일본어판)
- 와카사만 국정공원
- 에치젠곶 해역 지진